# 泛非航空通航城市
泛非航空的目的地如下：

## 非洲

### 中部
- 喀麥隆
  - 杜阿拉（杜阿拉國際機場）
- 中非共和國
  - 班基（班吉-姆波科國際機場）
- 乍得
  - 恩賈梅納（恩將納國際機場）

### 北部
- 埃及
  - 開羅（開羅國際機場）
- 利比亞
  - 班加西 （貝蓮娜國際機場）
  - 的黎波里（的黎波里國際機場） - 主要基地
- 蘇丹
  - 喀土穆（喀土穆國際機場）

### 西部
- 貝寧
  - 科托努（柯多努國際機場）
- 布基納法索
  - 瓦加杜古（瓦加杜古國際機場）
- 科特迪瓦
  - 阿比尚（腓肋斯候普特布爾尼機場）
- 加納
  - 阿克拉（科托卡國際機場）
- 馬里
  - 巴馬科（巴馬科國際機場）
- 尼日爾
  - 尼亞美（巴馬科國際機場）
- 尼日利亞
  - 拉各斯（穆爾塔拉·穆罕默德國際機場）
- 塞內加爾
  - 達喀爾（达喀尔-约夫-利奥波德·塞达尔·桑戈尔国际机场）
- 多哥
  - 洛美（納辛貝·埃亞德馬國際機場）

## 亞洲
- 孟加拉
  - 達卡 - 夏加拉爾國際機場
- 中國
  - 北京 - 北京首都國際機場
- 沙特阿拉伯
  - 吉達（阿卜杜拉國王國際機場）

## 歐洲
- 比利时
  - 布鲁塞尔（布鲁塞尔机场）
- 法國
  - 巴黎（戴高樂國際機場）
- 德国
  - 杜塞多夫（杜塞尔多夫国际机场）
- 意大利
  - 羅馬（李奧納多·達文西國際機場）
- 荷蘭
  - 阿姆斯特丹（史基普機場）
- 瑞士
  - 日內瓦（日内瓦国际机场）
- 英国
  - 伦敦（格域機場）